# Precarga

Corazón durante una diástole ventricular.

En  fisiología cardíaca, la precarga es la carga o volumen que distiende el ventriculo izquierdo o derecho antes de iniciarse el proceso de contracción o sístole. Por lo tanto es la cantidad de sangre que el ventriculo izquierdo o derecho debe bombear con cada latido y representa el volumen de sangre que estira las fibras musculares ventriculares. La precarga está determinada por el retorno venoso que llena el ventriculo al final de la diástole.

## Concepto
Precarga es el término que se le da a la presión que distiende al ventrículo del corazón, al finalizar el llenado pasivo y la contracción auricular. En el caso de que la cámara no sea mencionada, usualmente se asume que es el ventrículo izquierdo.
Teóricamente es el estiramiento inicial de un solo miocito cardíaco previo a la contracción. Esto no puede medirse en vivo, por lo que se usan otras mediciones como estimaciones. Dicha estimación sería incorrecta, por ejemplo, en un ventrículo crónicamente dilatado en el que se han formado nuevos sarcómeros en el músculo cardíaco, permitiendo así que el ventrículo relajado tenga la apariencia de estar agrandado. Por ello, clínicamente, el término volumen diastólico final tiene mejor cabida, aunque no sea exactamente equivalente a la precarga.
Cuantitativamente, la precarga puede ser calculada como:
{\displaystyle {\frac {PDFVI\cdot RDFV1}{2h}}}
Donde:
- PDFVI = Presión Diastólica Final del Ventrículo Izquierdo
- RDFVI = Radio Diastólico Final del Ventrículo Izquierdo y
- h = el grosor del ventrículo. Este cálculo está basado en la ley de Laplace.

La precarga está afectada por la presión sanguínea venosa (la presión venosa central) y la velocidad del retorno venoso. Estos a su vez están afectados por el tono venoso y el volumen de sangre circulante.
La precarga se relaciona con el volumen diastólico final ventricular, en el que un mayor volumen diastólico final implica una mayor precarga, pero la relación no es sencilla, debido a la restricción del término precarga a miocitos individuales, en especial porque estos no están aislados, sino interconectados de manera integrada.
La precarga aumenta con el ejercicio (levemente), con el aumento del volumen sanguíneo y con la excitación.